# Вага (притока Цяти)
Вага (рос. Вага) — річка в Росії, у Новозибковському, Злинковському й Климовському районах Брянської області. Ліва притока Цяти (басейн Дніпра).

## Опис
Довжина річки 50 км., похил річки — 0,70 м/км. Площа басейну 359 км².

## Розташування
Бере початок на південно-західній околиці Сновського. Тече переважно на південний захід і на південному заході від Зеленого Кута впадає у річку Цяту, праву притоку Снові.
Населені пункти вздовж берегової смуги: Дубровка, Єлівка, Великі Щербиничі, Малі Щербиничі, Шурубівка, Зелена Роща, Вага, Бистра, Перекоп, Бугрівка.